# Saut en longueur féminin aux Jeux olympiques d'été de 2016
Pour un article plus général, voir Athlétisme aux Jeux olympiques d'été de 2016.
Navigation
Londres 2012 Tokyo 2020
L'épreuve du saut en longueur féminin aux Jeux olympiques de 2016 se déroule les 16 et 17 août 2016 au Stade olympique de Rio de Janeiro, au Brésil. Elle est remportée par l'Américaine Tianna Bartoletta avec la marque de 7,17 m.

## Résultats

### Finale
| Rang               | Athlète            | Pays            | Essais | Essais | Essais | Essais | Essais | Essais | Marque | Notes |
| Rang               | Athlète            | Pays            | 1      | 2      | 3      | 4      | 5      | 6      | Marque | Notes |
| ------------------ | ------------------ | --------------- | ------ | ------ | ------ | ------ | ------ | ------ | ------ | ----- |
| Médaille d'or      | Tianna Bartoletta  | États-Unis      | x      | 6.94   | 6.95   | 6.74   | 7.17   | 7.13   | 7.17   | PB    |
| Médaille d'argent  | Brittney Reese     | États-Unis      | x      | 6.79   | x      | x      | 7.09   | 7.15   | 7.15   |       |
| Médaille de bronze | Ivana Španović     | Serbie          | 6.95   | x      | x      | 6.91   | 7.08   | 7.05   | 7.08   | NR    |
| 4                  | Malaika Mihambo    | Allemagne       | 6.83   | x      | x      | 6.58   | 6.95   | 6.79   | 6.95   | PB    |
| 5                  | Ese Brume          | Nigeria         | 6.73   | 6.34   | 6.71   | 5.96   | 6.81   | x      | 6.81   |       |
| 6                  | Ksenija Balta      | Estonie         | 6.71   | x      | 6.79   | 6.71   | x      | 6.62   | 6.79   | SB    |
| 7                  | Brooke Stratton    | Australie       | x      | 6.69   | 6.64   | 6.74   | 6.64   | 6.53   | 6.74   |       |
| 8                  | Jazmin Sawyers     | Grande-Bretagne | 6.55   | 6.69   | 6.57   | 6.53   | x      | x      | 6.69   |       |
| 9                  | Darya Klishina     | Russie          | 6.63   | 6.60   | 6.53   | –      | –      | –      | 6.63   |       |
| 10                 | Sosthene Moguenara | Allemagne       | 6.61   | x      | 6.46   | –      | –      | –      | 6.61   |       |
| 11                 | Lorraine Ugen      | Grande-Bretagne | 6.56   | x      | 6.58   | –      | –      | –      | 6.58   |       |
|                    | Maryna Bekh        | Ukraine         | x      | x      | x      | –      | –      | –      | NM     |       |

### Qualifications
- Qualification : 6.75m (Q) ou les 12 meilleurs sauts (q).

| Rang | Groupe | Athlète             | Pays            | #1   | #2   | #3   | Marque | Notes |
| ---- | ------ | ------------------- | --------------- | ---- | ---- | ---- | ------ | ----- |
| 1    | A      | Ivana Španović      | Serbie          | 6.87 |      |      | 6.87   | Q     |
| 2    | A      | Malaika Mihambo     | Allemagne       | 6.63 | 6.82 |      | 6.82   | Q     |
| 3    | B      | Britney Reese       | États-Unis      | 6.78 |      |      | 6.78   | Q     |
| 4    | B      | Ksenija Balta       | Estonie         | 6.13 | 6.71 | –    | 6.71   | q     |
| 5    | A      | Tianna Bartoletta   | États-Unis      | 6.44 | 6.70 | 6.61 | 6.70   | q     |
| 6    | B      | Ese Brume           | Nigeria         | 6.32 | 6.67 | 6.49 | 6.67   | q     |
| 7    | A      | Lorraine Ugen       | Grande-Bretagne | 6.44 | 6.58 | 6.65 | 6.65   | q     |
| 8    | A      | Darya Klishina      | Russie          | 6.64 | x    | x    | 6.64   | q     |
| 9    | B      | Brooke Stratton     | Australie       | 6.40 | 6.46 | 6.56 | 6.56   | q     |
| 10   | A      | Maryna Bekh         | Ukraine         | 6.49 | 6.47 | 6.55 | 6.55   | q     |
| 11   | A      | Sosthene Moguenara  | Allemagne       | 6.46 | x    | 6.55 | 6.55   | q     |
| 12   | B      | Jazmin Sawyers      | Grande-Bretagne | 6.49 | 6.36 | 6.53 | 6.53   | q     |
| 13   | B      | Janay Deloach       | États-Unis      | 6.45 | 6.50 | 6.46 | 6.50   |       |
| 14   | A      | Karin Mey Melis     | Turquie         | 6.49 | 6.43 | 6.40 | 6.49   |       |
| 15   | B      | Jana Velďáková      | Slovaquie       | 6.45 | 6.48 | 6.29 | 6.48   |       |
| 16   | A      | Bianca Stuart       | Bahamas         | 6.45 | 5.40 | 6.39 | 6.45   |       |
| 17   | A      | Chelsea Jaensch     | Australie       | 6.20 | 6.35 | 6.41 | 6.41   |       |
| 18   | A      | Alina Rotaru        | Roumanie        | 6.40 | x    | 6.38 | 6.40   |       |
| 19   | B      | Anna Kornuta        | Ukraine         | x    | 6.34 | 6.37 | 6.37   |       |
| 20   | A      | Christabel Nettey   | Canada          | 6.05 | 6.32 | 6.37 | 6.37   |       |
| 21   | B      | Shara Proctor       | Grande-Bretagne | 6.36 | 6.34 | 6.30 | 6.36   |       |
| 22   | B      | Juliet Itoya        | Espagne         | 6.35 | x    | 5.69 | 6.35   |       |
| 23   | B      | Eliane Martins      | Brésil          | 6.33 | 6.24 | 6.30 | 6.33   |       |
| 24   | A      | Concepción Montaner | Espagne         | 6.23 | 6.23 | 6.32 | 6.32   |       |
| 25   | A      | Volha Sudarava      | Biélorussie     | 6.29 | x    | x    | 6.29   |       |
| 26   | B      | Maria Natalia Londa | Indonésie       | 6.21 | 6.29 | 6.29 | 6.29   |       |
| 27   | B      | Khaddi Sagnia       | Suède           | 6.04 | 6.25 | x    | 6.25   |       |
| 28   | B      | Marestella Sunang   | Philippines     | 6.22 | 6.10 | 6.15 | 6.22   |       |
| 29   | A      | Yuliya Tarasova     | Ouzbékistan     | x    | 6.10 | 6.16 | 6.16   |       |
| 30   | B      | Yvonne Treviño      | Mexique         | x    | 6.16 | x    | 6.16   |       |
| 31   | A      | Anna Lunyova        | Ukraine         | 6.12 | 6.15 | 6.14 | 6.15   |       |
| 32   | A      | Cháido Alexoúli     | Grèce           | 6.07 | x    | 6.13 | 6.13   |       |
| 33   | B      | Lynique Prinsloo    | Afrique du Sud  | 5.96 | x    | 6.10 | 6.10   |       |
| 34   | B      | Alexandra Wester    | Allemagne       | 5.98 | x    | x    | 5.98   |       |
| 35   | A      | Amaliya Sharoyan    | Arménie         | 5.58 | x    | 5.95 | 5.95   |       |
| 36   | B      | María del Mar Jover | Espagne         | x    | 5.82 | 5.90 | 5.90   |       |
| 37   | B      | Konomi Kai          | Japon           | x    | x    | 5.87 | 5.87   |       |
| 38   | A      | Keila Costa         | Brésil          | 5.86 | 5.73 | 5.79 | 5.86   |       |

## Légende
Records et Performances
- AR : Record continental (area record)
- CR : Record des championnats (championship record)
- MR : Record du meeting (meet record)
- NR : Record national (national record)
- OR : Record olympique (olympic record)
- PR : Record paralympique (paralympic record)
- PB : Record personnel (personal best)
- SB : Meilleure performance personnelle de la saison (season's best)
- WL : Meilleure performance mondiale de l'année (world leader)
- WJR : Record du monde junior (world junior record)
- WR : Record du monde (world record)

Circonstances et Conditions
- DNF : N'a pas terminé (did not finish)
- DNS : N'a pas pris le départ (did not start)
- DQ : Disqualification (disqualification)
- NM : Aucun essai valable enregistré (No Mark)
- Q : Qualifié « directement » au prochain tour (ou à la prochaine compétition), lors d'une compétition majeure, grâce au classement ou à la réalisation des minima (automatic qualifier)
- q : Qualifié au prochain tour (ou à la prochaine compétition), lors d'une compétition majeure, grâce au repêchage ou à la réalisation de l'une des meilleures performances parmi celles des « non qualifiés directement » (grâce au meilleur temps ou à la meilleure distance par exemple) (secondary qualifier)